# Воденска Вештица
Воденска Вештица или Вештица (грч. Πολυπλάτανος, до 1927. грч. Βέτσιστα) је насељено место у општини Негуш у периферији Средишња Македонија, Грчка. Према попису из 2021. године било је 698 становника.
Према бугарском географу и историчару, Василу Канчову, у Вештици (Берска и Воденска) 1900. године је живело 500 Словена хришћана. На попису из 1920. године Воденаска Вештица је имала 204 житеља Словена. После 1924. године насељене су грчке избегличке породице из Турске, укупно 155 особа.